# Sympiesis argenticoxae
Sympiesis argenticoxae är en stekelart som beskrevs av Girault 1917. Sympiesis argenticoxae ingår i släktet Sympiesis och familjen finglanssteklar. Inga underarter finns listade i Catalogue of Life.